# Cornișă
O cornișă este un coronament continuu în relief al unui element, al unui mobilier (dulap, de exemplu) sau al unei construcții. Cornișa este cel mai adesea orizontală, dar poate fi și în pantă dacă se dezvoltă de-a lungul rampantului frontonului, de exemplu. Ea se folosește pentru evacuarea apei fără deteriorarea fațadei, și permite și sublinierea unor linii ale clădirii, cum ar fi distincția între etaje.
Un fronton poate fi definit ca întâlnirea a două părți de cornișă care se ridică din două extremități ale unui corp de clădire. Există frontoane triunghiulare și frontoane circulare.
În  ordinele antice cornișa făcea parte din antablamentul care cuprinde arhitrava, friza și cornișa.

## Etimologie
Substantivul românesc cornișă este un împrumut din franceză: corniche. Acest cuvânt francez, corniche, este împrumutat din limba italiană, cornice, iar cuvântul italian cornice a fost creat pornind de la cuvântul latinesc cornu: „corn”

## Cornișa antică

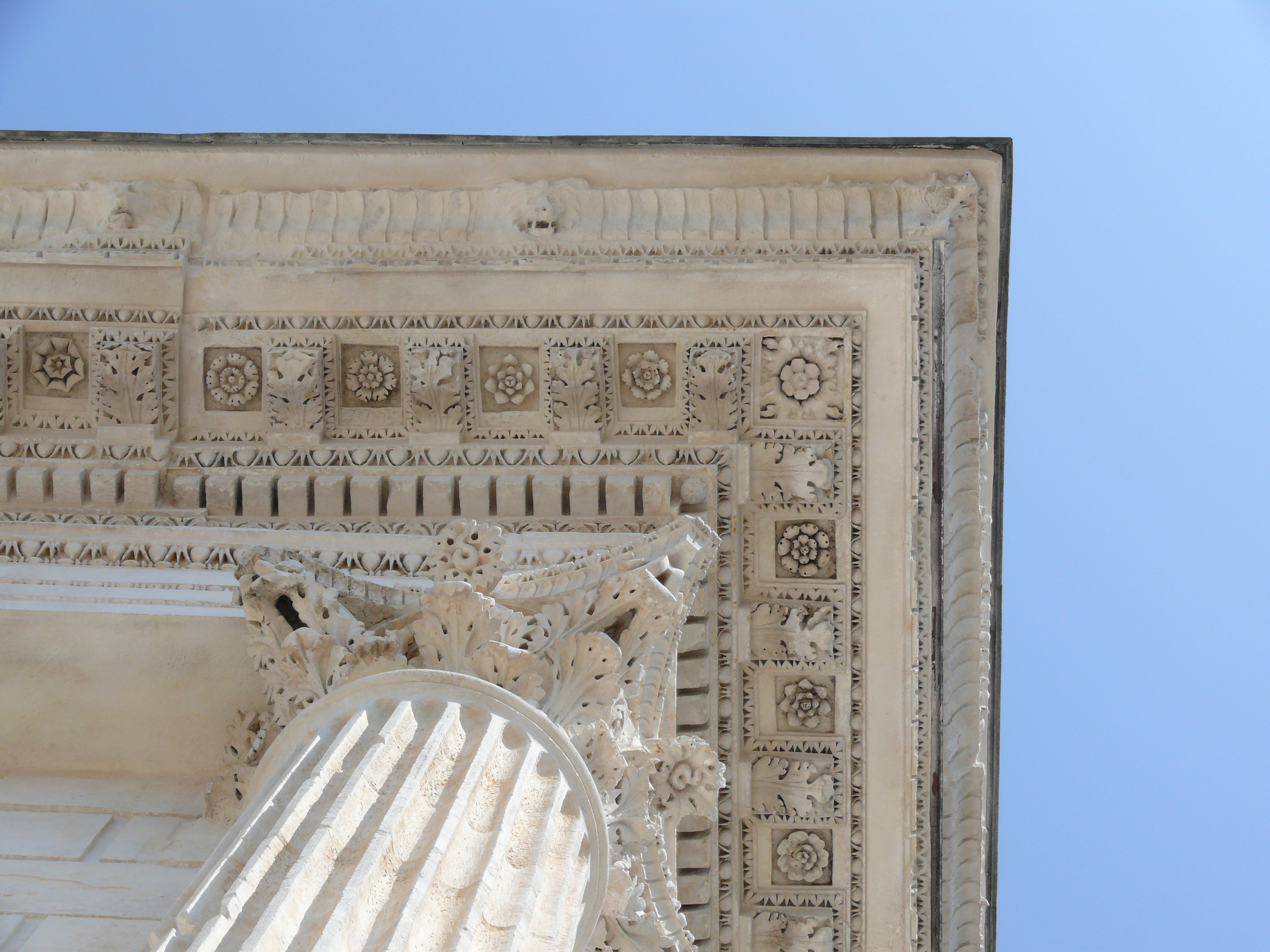
Antablament antic al Casei pătrate (în franceză: Maison Carrée) de la Nîmes. Perspectiva arată scafa lucrată (cu minuțiozitate) a cornișei. Scafa face să se alterneze modilioane și casete cu înflorituri. Scafa este mărginită înspre arhitravă și înspre pazie / lăcrimar, cu … Marginea exterioară a cornișei este compusă din pazie/ lăcrimar și ciubuc.

În ordinele arhitecturii ionice,dorice și corintice, cornișa este deasupra frizei, în a treia parte a antablamentului. În ordinul toscan, ea este simplă și fără ornamente. Cornișa cu mutule este o cornișă din ordinul doric mutular.

## Cornișa din regiunea Beauvais
Cornișa din Beauvai este un tip de cornișă sculptată cu o succesiune de arce care conțin două contra-arce în plin cintru. Este foarte răspândită în regiunea Beauvais în secolul al XII-lea.

## Galerie de imagini

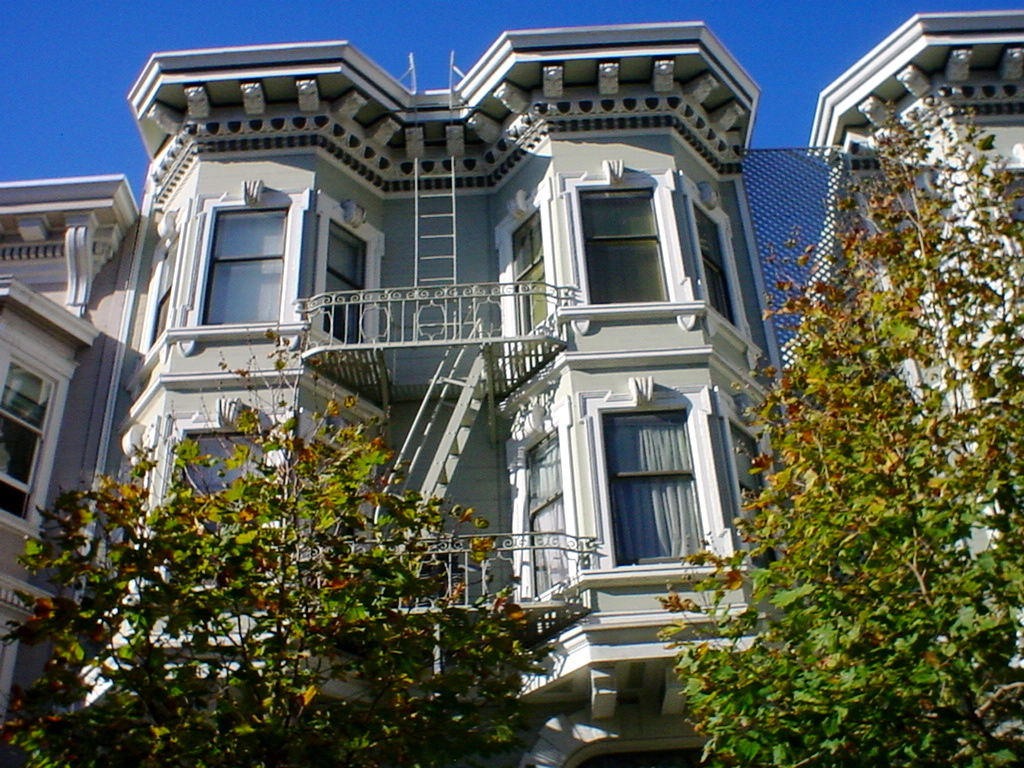
Cornişă a unei reşedinţe la San Francisco, Statele Unite ale Americii
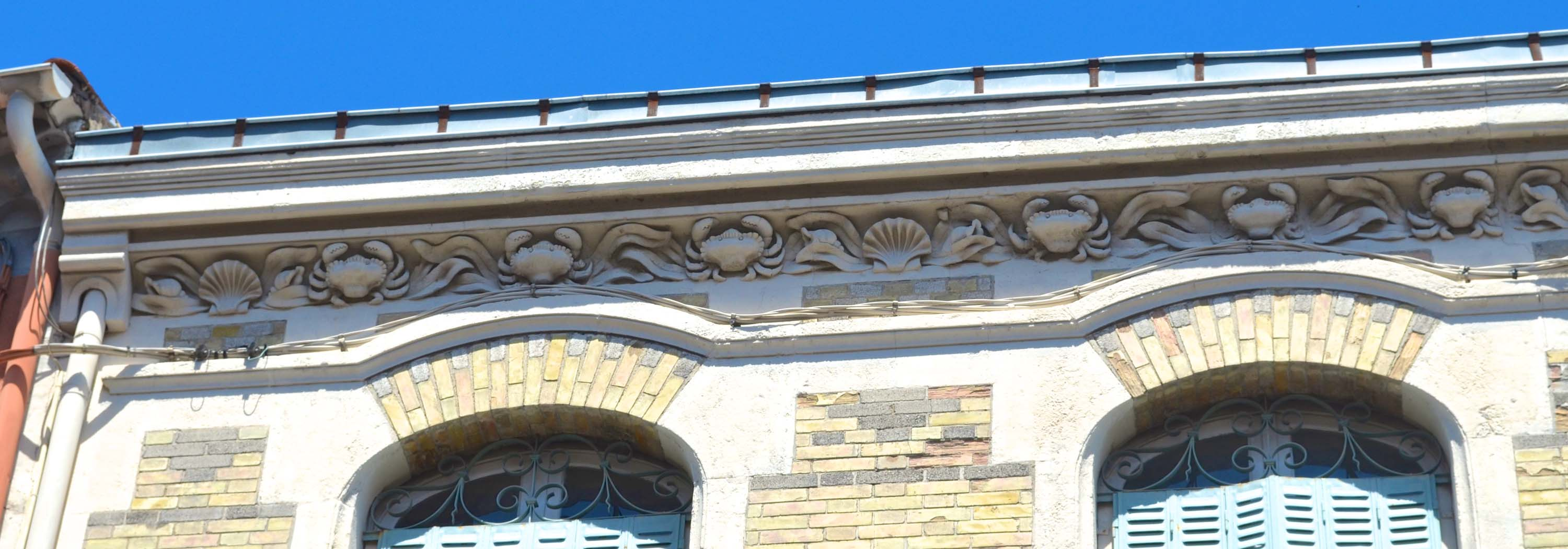
Cornişă cu decor de crabi şi scoici, Valence (Drôme), Franţa